# Herb gminy Fałków
Herb gminy Fałków – jeden z symboli gminy Fałków, ustanowiony 9 grudnia 2000.

## Wygląd i symbolika
Herb przedstawia na tarczy o polu błękitnym czerwony mur, a nad nim srebrne koło wodne. Mur nawiązuje do historii Fałkowa jako miasta, natomiast koło wodne do miejscowych tradycji przemysłu żelaznego, przetwórstwa zbożowego oraz do herbu powiatu.